# あゝ我が良き友よ
「あゝ、我が良き友よ」（ああ、わがよきともよ）は、1975年4月5日にかまやつひろしが発表した5枚目のスタジオ・アルバムである。

## 解説
アルバムの先行シングルとして大ヒットを記録した吉田拓郎作の「我が良き友よ」をはじめ、加藤和彦、井上陽水、日高富明、遠藤賢司、大滝詠一、細野晴臣、りりィなどが楽曲を提供している。

## 収録曲

### A面
1. 仁義なき戦い（3:27）
  - 作詞：松本隆　作曲・編曲：細野晴臣
2. 道化役（4:12）
  - 作詞：松本隆　作曲：日高富明　編曲：今井裕
3. サンフランシスコ（3:09）
  - 作詞：山上路夫　作曲：加藤和彦　編曲：Greg Adams
4. DARLING（5:23）
  - 作詞・作曲：りりィ　編曲：青木望
5. 歩け歩け（2:23）
  - 作詞・作曲：吉田拓郎　編曲：加藤和彦
6. ロンドン急行（3:35）
  - 作詞・作曲：井上陽水　編曲：深町純
7. TOWER OF LONDON（1:06）
  - 作曲・編曲：かまやつひろし

### B面
1. お先にどうぞ（3:24）
  - 作詞・作曲・編曲：大瀧詠一
2. 男の部屋（2:55）
  - 作詞：安井かずみ　作曲：堀内護　編曲：高中正義
3. 我が良き友よ（3:40）
  - 作詞・作曲：吉田拓郎　編曲：瀬尾一三
4. 何とかかんとか（2:27）
  - 作詞：安井かずみ　作曲：堀内護　編曲：高中正義
5. 根なし草（2:40）
  - 作詞：伊勢正三　作曲：南こうせつ　編曲：石川鷹彦
6. OH,YEAH（小学校低学年用）（2:52）
  - 作詞・作曲・編曲：遠藤賢司
7. ゴロワーズを吸ったことがあるかい（4:20）
  - 作詞・作曲：かまやつひろし　編曲：Greg Adams

シングル「我が良き友よ」のカップリング曲。

## 発売履歴
| 発売日        | レーベル                 | 規格  | 規格品番   | 備考                                                     |
| ------------- | ------------------------ | ----- | ---------- | -------------------------------------------------------- |
| 1975年4月5日  | 東芝EMI                  | LP    | ETP-72033  |                                                          |
|               | 東芝EMI                  | CA    | ZA-1548    |                                                          |
| 1993年3月3日  | 東芝EMI                  | CD    | TOCT-6950  | 音蔵シリーズ。                                           |
| 2003年6月27日 |                          | 配信  |            | AAC 128/320kbps \| 108.1 MB                              |
| 2006年9月29日 | 東芝EMI                  | CD    | TOCT-25115 | 必聴名盤シリーズ、紙ジャケット仕様、2006年リマスター版。 |
| 2018年9月19日 | ユニバーサルミュージック | UHQCD | UPCY-40005 | 2018年リマスター版。                                     |